# Biserica greco-catolică din Bocșa
Biserica Sfânta Maria din Bocșa este un lăcaș de cult român unit (greco-catolic) din Bocșa, Sălaj, edificiu construit între anii 1937–1943. În interiorul bisericii se află mormântul lui Simion Bărnuțiu și Alimpiu Barbulovici, monument istoric clasificat sub codul SJ-IV-m-B-05156.

## Istoric

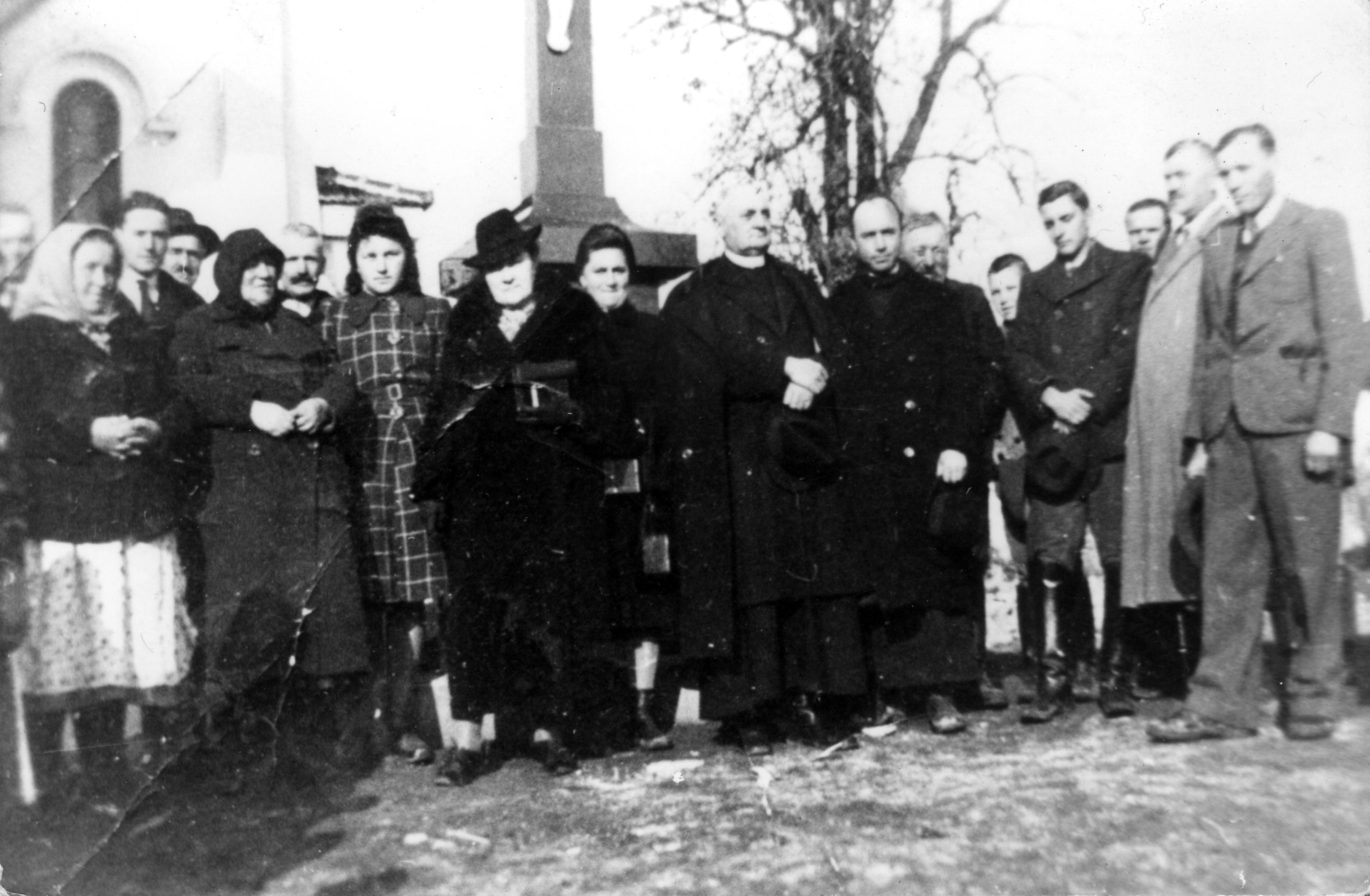
Protopopul și parohul greco-catolic, însoțiți de credincioși în fața bisericii (foto 1940)

În perioada interbelică Biserica de lemn din Bocșa era dărăpănată, acoperișul a cedat, iar turnul stătea să cada și el. Demersurile pentru ridicarea noii biserici au aparținut preotului paroh Simion Barboloviciu, fiul vicarului Silvaniei Alimpiu Barboloviciu, încă din primii ani după Unirea Transilvaniei cu România. Astfel, la data de 29 iulie 1923 a avut loc adunarea credincioșilor din Bocșa, a cărei scop a fost continuarea colectei „pentru a putea edifica cât de curând sfânta biserica nouă”, deoarece, se spune în procesul verbal al adunării, biserica veche „începe a slăbi”. Cei prezenți au hotărât ca din fiecare „cubul de grau sau maje” să se dea doua kilograme pentru a spori fondul destinat construcției noii biserici. Cine nu avea grâu putea plăti cate 6 lei de kilogram. Cu colectarea și vinderea grâului era însărcinat curatorul primar al bisericii George Bărnuțiu și Mihail Opriș.
Lucrările efective pentru edificarea noii biserici au început abia în 1937, când Leontin Ghergariu din Zalău și Coriolan Petranu de la Universitatea din Cluj au cercetat, din punct de vedere științific, biserica de lemn din Bocșa ce urma să fie dărâmată, începând cu 31 mai 1937. Biserica era deja închisă de o jumătate de an, deoarece exista pericolul prăbușirii. Gazeta Sălajului din 31 mai 1937 publică o listă a sătenilor din Bocșa care au contribuit „la zidirea bisericei si a mausoleului pentru adăpostirea osemintelor lui Simeon Bărnuțiu”. Lista cuprinde 278 de persoane care au donat sume cuprinse între 7.000 lei, cât a donat Lapoș Teodor lui Teodor, și 300 de lei. În total s-a adunat suma de 592.600 lei.
Sfințirea și depunerea pietrei fundamentale a noii biserici greco-catolice a avut loc în seara de 8 septembrie 1937, de Nașterea Maicii Domnului. Edificiul avea deja ridicate ziduri, în roșu, de aproximativ 2 metri și se intenționa a fi pusă sub acoperiș pană la venirea iernii. Sfințirea pietrei fundamentale a fost făcuta de episcopul unit al Oradiei, Valeriu Traian Frențiu asistat de Monseniorul dr. Emil Iuga, prelat papal, Petru Cupcea, vicarul Sălajului, numeroși protopopi și preoți. Printre cei 3.000 participanți se aflau Corneliu Coposu, maiorul Simion Bărnuțiu, urmaș al marelui tribun, senatorul Iulian Domșa, deputatul Emil Lobonțiu, subprefectul I. Lobonțiu, Leontin Ghergariu, Grațian C. Mărcuș, secretarul Camerei de Comerț din Sălaj, jurnalistul Constantin Măleanu, etc. După ce s-a zidit actul de ctitorie în temelia sfințită, au luat cuvântul episcopul Traian Frențiu și deputatul Emil Lobonțiu, după care preotul Simion Barboloviciu a oferit un banchet, la care s-au rostit numeroase toasturi.
Din Comitetul de construcție al bisericii făceau parte preotul-protopop de Zalău, Aurel Ghilea, Vasile Pustai, preotul Simion Barboloviciu, maiorul Simion Bărnuțiu, Consiliul Local din Bocșa și curatorul bisericesc. Suma estimată pentru construcția bisericii se ridica la doua milioane lei, din care 600.000 erau contribuții ale locuitorilor din Bocșa. Consiliul administrativ al județului Sălaj a destinat, din fondul de construcții, suma de 280.000 lei.
În primăvara lui 1943 biserica din Bocșa „a fost resfințită de episcopul Dr. Iuliu Hossu. A participat un număr imens de credincioși pe care spațioasa biserică nu i-a putut cuprinde și serviciul religios s-a făcut în curtea bisericii. Corul [condus de Marius Cuteanu] pentru considerente acustice fiind așezat în fața intrării în biserică, a sunat admirabil, colaborând perfect tot timpul cu numerosul grup de preoți, care având în frunte pe Preasfinițitul episcop de Cluj, Dr. Iuliu Hossu beneficiind și de un timp frumos însorit de primăvară”.
În contextul celui de-al Doilea Război Mondial, construcția bisericii a durat mai mult decât s-a crezut la început. Potrivit unui document datat 19 septembrie 1943, pentru preluarea iconostasului mai era nevoie de 3.900 pengő, suma care urma a fi repartizată pe credincioși. Sfatul bisericesc decide ca sa fie făcută prestație și să se încaseze sumele în decurs de 10 zile, deoarece iconostasul sosise deja la Bocșa.
Rămășitele lui Simion Bărnuțiu și Alimpiu Barboloviciu, care erau înmormântați în curtea bisericii de lemn din Bocșa, au fost mutate în interiorul mausoleului în 1948.
Prin decretul lege 358 din 1 decembrie 1948, regimul comunist a scos în afara legii Biserica Greco-Catolică și îi forțează pe credincioșii greco-catolici să treacă la Biserica Ortodoxă Română. Prin același decret, statul comunist confiscă proprietățile Bisericii Greco-Catolice pe care le dă mai apoi în folosință Bisericii Ortodoxe Române. Ca urmare a acestui decret, biserica greco-catolică din Bocșa este trecută de la cultul greco-catolic la cel ortodox.
Preotul Ioan Filip (15 februarie 1914 - 20 ianuarie 1982) a fost hirotonit greco-catolic de către Iuliu Hossu în catedrala cu hramul Catedrala Schimbarea la Față din Cluj, și a păstorit la biserică după Simion Barboloviciu. În perioada 1978–2009 preot paroh a fost Gheorghe Ianc.
După căderea regimului comunist, Decretul-Lege 358/1948 este abrogat prin Decretul-Lege nr. 9 din 31 decembrie 1989, și astfel Biserica Greco-Catolică este recunoscută din nou de către Statul Român. Ca urmare a acestei recunoșteri oficiale, Biserica Greco-Catolică își reîncepe activitatea publică.
După 1989 Parohia Greco-Catolică Bocșa este reactivată și, pentru a-și putea desfășura activitatea, începe sa își ceară proprietățile confiscate înapoi. În cazul bisericii din localitate, partea greco-catolică „a solicitat de mai multe ori să folosească biserica alternativ, propuneri respinse de partea ortodoxă”, se arată într-un comunicat al Parohiei Greco-Catolice. Datorită faptului că „reprezentanții Bisericii Ortodoxe Române au refuzat propunerile de colaborare cu partea greco-catolică”, Parohia Greco-Catolică a apelat la justiție, se arată în același comunicat.
Lăcașul a fost retrocedat Bisericii Române Unite prin sentința civilă nr. 1817 din 14 septembrie 2007, pronunțată de Tribunalul Sălaj și executată silit la 1 iulie 2010.

## Contribuțiile financiare la construcție
Importanța contribuției financiare la construcția bisericii a fost răsplătită cu cele mai importante locuri din biserică.
- Vasile Popițiu a fost cel mai important contributor financiar din Bocșa la construcția bisericii și avea rezervat cel mai important loc din biserică. Al doilea loc aparținea tot familiei sale, unica sa fiică rămânând în casa lui Popițiu cu soțul după căsătoria din 1920.[10][11]
- Cel de-al doilea loc din biserică era rezervat pentru ginerele lui Vasile Popițiu, Ioan Ciobanca [în actele maghiare Csobánkai] (17 februarie 1896 – 15 februarie 1953). Era unul din descendenții lui Laurențiu Man din Bădăcin, "nobili scutiți de dări și dăjdi comunale".[12]
- Cel de-al treilea loc din biserică era ocupat de Ioan Lapoș, care a devenit primar după Vasile Popițiu.
- Al patrulea loc din biserică era rezervat pentru Demetriu Cighi (29 octombrie 1879 – iulie 1961). Printre strămoșii lui Cighi se aflau imigranți italieni, dar și familii de nobili; familia este de asemenea consemnată în conscripția din 1715 drept "coloni". Bun cunoscător de carte, Cighi a participat la Marea Unire din 1 decembrie 1918.[10][11]

Locurile din biserică s-au moștenit, spre exemplu locul lui Vasile Popițiu a fost moștenit de primul său nepot, Vasile Ciobanca, născut în 1921.
Nicolae Hendea a construit crucea de marmură neagră din fața bisericii, cum arata și inscripția.

## Retrocedarea din 2010
Pe data de 24 februarie 2010, Înalta Curte de Casație și Justiție soluționează cazul în favoarea părții greco-catolice, obligând Parohia Ortodoxă să restituie biserica „în deplină posesie și proprietate” Parohiei Greco-Catolice ca proprietar de drept.
În cadrul unor întâlniri care au avut loc în luna mai 2010 între reprezentanții parohiei greco-catolice și cei ai parohiei ortodoxe, partea greco-catolică s-a declarat de acord cu folosirea lăcașului în comun, prin celebrări alternative, propunere refuzată inițial de partea ortodoxă.
Drept urmare Parohia Greco-Catolică a solicitat executarea silită a hotărârii judecătorești rămase definitive, pentru a intra în posesia bisericii.
În data de 21 mai 2010 partea ortodoxă a răspuns că nu respinge slujirea alternativă, dar că dorește să folosească biserica de la ora 8-10 sau 9-11 duminica dimineața, propunere acceptată de partea greco-catolică. La întâlnirea din 22 mai 2010, pentru semnarea unui protocol de folosire al bisericii, partea ortodoxă, reprezentată de preotul Stelian Gorgan, nu a mai dorit să-și onoreze oferta afirmând că nu semnează nimic și că nu mai este de acord să-i lase pe greco-catolici să slujească alternativ în biserică.

### Întâlnire la Primăria Bocșa pe 19 mai 2010
După această hotărâre din justiție, Parohia Greco-Catolică Bocșa a încercat în câteva rânduri să dialogheze cu Parohia Ortodoxă în legătură cu biserica în dispută. Astfel, „în data de 19 mai 2010, începând cu orele 10:00, în sediul Primăriei din comuna Bocșa, jud. Salaj, a avut loc a doua întâlnire dintre reprezentanții Parohiei greco-catolice și ortodoxe din localitate. Scopul întâlnirii l-a reprezentat găsirea unei soluții practice în vederea predării în deplină proprietate și posesie a bisericii greco-catolice din comuna proprietarului de drept înscris în Cartea Funciară, Parohia greco-catolica Bocsa”, se arată într-un comunicat al Parohiei Greco-Catolice.
Propunerea greco-catolică
În cadrul acestei întâlniri, „parohia greco-catolică – ca proprietar de drept – a oferit lăcașul de cult greco-catolic Parohiei ortodoxe pentru celebrări alternative, astfel încât nici o comunitate religioasa să nu se roage afară sau în locuri improprii”, se arată în același comunicat.
„Celebrarea alternativă în același lăcaș de cult este o soluție practică acceptată de Biserica Ortodoxă Română în Vestul Europei, acolo unde Biserica Catolică îi pune la dispoziție sute de biserici ca românii ortodocși să aibă unde se ruga. Și în România există mai multe localități unde, din lipsa unui lăcaș de cult ortodox, Biserica Greco-Catolică pune la dispoziția comunităților ortodoxe bisericile greco-catolice pentru celebrări alternative”, explică comunicatul greco-catolic.
Oferta de celebrare alternativă prezentată de Parohia Greco-Catolică a fost din nou refuzată de Parohia Ortodoxă. „Propunerea prezentată de Parohia greco-catolică Bocșa nu a fost acceptată de reprezentanții Bisericii Ortodoxe Române, aceștia propunând în schimb părții greco-catolice alte «soluții», cum ar fi ca greco-catolicii să își construiască o nouă biserică. Refuzul reprezentanților Bisericii Ortodoxe Române a avut ca bază argumentul că biserica greco-catolică din Bocșa trebuie să fie a comunității religioase cu cei mai multi membri”, se arată în același comunicat greco-catolic.
Ca urmare a acestui refuz, Parohia Greco-Catolică „va solicita executarea silită a hotărârii judecătorești pentru a intra în posesia bisericii greco-catolice din localitate”, concluzionează același comunicat.
Poziția ortodoxă
Preotul ortodox din Bocșa Gorgan Stelian răspunde comunicatului greco-catolic, oferind poziția Parohiei Ortodoxe. „Partea greco-catolică a solicitat predarea de către ortodocși a bisericii parohiale și a propus slujirea alternativă. Reprezentanții Parohiei Ortodoxe Bocșa am făcut următoarele propuneri: ortodocșii oferă sprijin pentru construirea unei noi biserici pentru cele 13 persoane greco-catolice; ortodocșii cumpără un imobil în localitatea Bocșa în care poate fi amenajat un lăcaș de cult pentru comunitatea greco-catolică; ortodocșii acceptă și varianta slujirii alternative, cu condiția ca ei să slujească în intervalul orar 8-10 sau 9-11”, se arată într-o precizare a Parohiei Ortodoxe publicată in ziarul Sălăjanul.
„Delegația greco-catolică a respins aceste propuneri, a refuzat să semneze procesul-verbal al întâlnirii și a părăsit dialogul”, se arată în același comunicat ortodox.
Invocând numărul mic de greco-catolici, ortodocșii susțin că au întâietate. Argumentele invocate de ortodocși la discuțiile din 19 mai cu reprezentanții parohiei greco-catolice au fost legate de faptul că „nu numai cele 13 persoane care alcătuiesc actuala comunitate greco-catolică din Bocșa sunt moștenitorii celor care au construit această biserică, ci și cei peste 800 de locuitori ai localității care doresc să rămână ortodocși”.
Implicarea primarului
În conflictul patrimonial dintre cele doua culte din Bocșa s-a implicat și primarul Ioan Barou. „Edilul comunei Bocșa spune că pretențiile Parohiei Greco-Catolice nu sunt justificate din punct de vedere moral, biserica fiind construită de oameni, nu de o parohie sau alta, chiar dacă recunoaște că există un act de proprietate pe numele Parohiei Greco-Catolice”, afirmă primarul pentru Sălăjanul.
„În ciuda oricărui act de proprietate, biserica este a oamenilor, nu a vreunei parohii”, afirmă primarul în cadrul aceluiași articol.
Întâlnirea în discuție nu a decurs fără probleme, primăria fiind luată cu asalt de protestatari. Primarul Barou afirmă în același articol din Sălăjanul că preotul greco-catolic Alexandru Fiț „a refuzat sa vorbească și cu cetățenii aflați in fata Primăriei”.
Poziția Episcopiei Ortodoxe a Sălajului
La ora aceasta „nu știm nimic despre această situație”, a precizat preotul Gabriel Gardan, purtătorul de cuvânt al Episcopiei Sălajului.

### Nouă inițiativă greco-catolică pe 21 mai 2010
În comunicatul greco-catolic din 19 mai 2010 se menționează că partea ortodoxă a refuzat propunerea de celebrare alternativă în biserica câștigată de greco-catolici. Parohia Ortodoxă răspunde public afirmând că nu respinge slujirea alternativă, dar că dorește să folosească biserica de la ora 8-10 sau 9-11 duminica dimineața.
Greco-catolicii acceptă contra-oferta ortodoxă
Printr-o scrisoare oficială remisă părții ortodoxe pe data de 21 mai 2010, Parohia Greco-Catolică Bocșa afirmă că acceptă propunerea făcută de reprezentații ortodocși ca aceștia să folosească biserica de la ora 8-10 duminica dimineața.
„Parohia Greco-Catolică Bocșa a luat la cunoștință afirmațiile publice făcute de Părintele ortodox Stelian Gorgan că Parohia Ortodoxă Bocșa nu este împotriva folosirii alternative a lăcașului de cult greco-catolic din localitate, Parohia Ortodoxă dorind să-l folosească de la ora 8:00 la 10:00 dimineața. Prin prezenta vă comunicăm oficial că Parohia Greco-Catolică Bocșa acceptă acest timp de folosință al bisericii pe care l-ați propus”, se afirmă în scrisoarea greco-catolică.
„Considerăm că prin această acceptare din partea noastră a timpului pe care l-ați propus am trecut peste neînțelegerile legate de ora când fiecare comunitate va folosi lăcașul de cult”, continuă aceeași scrisoare.
„Vă solicităm prin urmare o întâlnire pe data de 22 mai 2010, orele 10:00, pentru a semna un protocol de folosire al bisericii, astfel încât comunitatea noastră să își poată începe serviciile religioase în biserica începând cu data de 23 mai 2010”, concluzionează scrisoarea greco-catolică.
Scrisoarea a fost făcută în două exemplare și necesita o semnătura de confirmare din partea preotului ortodox Stelian Gorgan. „Pentru a facilita rezolvarea acestei situații într-un timp cât mai scurt” preotul greco-catolic a dus scrisoarea personal preotului ortodox. Stelian Gorgan (n. 13 iunie 1970) a fost mutat de Episcopia ortodoxă la Bocșa in 2009; după ce a fost hirotonit pe 26 februarie 1996, el s-a ocupat de parohia din Moiad pana in 2009.
Partea Ortodoxă nu-și mai onorează propria ofertă
Într-un comunicat al Parohiei Greco-Catolice din 25 mai 2010 se afirmă că, la înmânarea scrisorii, „partea ortodoxă a afirmat că nu semnează nimic și că nu mai este de acord să-i lase pe greco-catolici să slujească alternativ în biserică.”
Parohia Greco-Catolică consideră că „această atitudine scoate încă odată în evidență, dacă mai era nevoie, că Biserica Ortodoxă nu este un partener serios de dialog. Preocuparea acesteia este să țină prin orice mijloace de bisericile greco-catolice pe care le-a primit de la comuniști în 1948, nu să găsească soluții practice de rezolvare a acestei nedreptăți care îi face și astăzi pe atâția greco-catolici – cum e cazul și celor de la Bocșa – să se roage în locuri improvizate”.
La sfârșitul comunicatului partea greco-catolică afirmă că va face demersurile legale pentru a intra în posesia efectivă a bisericii.
„Credincioșii greco-catolici nu pot reintra pe proprietatea lor, deoarece ortodocșii invoca motivul majorității. Nu pot nici măcar sa folosească alternativ lăcașul cu frații ortodocși, prin celebrarea sfintelor liturghii, la alte ore”, menționează Graiul Sălajului.

### Executarea silită din 1 iulie 2010
La 1 iulie 2010 sentința de retrocedare a fost executată silit, iar biserica a reintrat în deplina posesie a Parohiei Greco-Catolice cu sprijinul executorului judecătoresc și al jandarmilor. În cele din urmă partea ortodoxă a fost de acord cu slujirea alternativă propusă de la început de proprietar.
„În urma unei executări silite, în dimineața zilei de 1 iulie 2010, Parohia Greco-Catolică Bocșa (SJ) a reintrat în deplina posesie a bisericii greco-catolice din localitate. Executarea a avut loc cu ajutorul jandarmeriei, deși exista o sentință definitivă și irevocabilă care obliga Parohia Ortodoxă să restituie biserica în deplină posesie și proprietate Parohiei Greco-Catolice ca proprietar de drept”, se menționează într-un comunicat greco-catolic.
„Recursul la instanță și executarea silită s-au datorat faptului că, în prealabil, reprezentanții Bisericii Ortodoxe Române au refuzat propunerile de colaborare cu partea greco-catolică”, se arată în același comunicat.
La auzul veștii că greco-catolicii au intrat în posesia lăcașului de cult din localitate, „peste 100 de persoane s-au adunat în fața bisericii pentru a protesta împotriva deciziei de executare silită”. Din grup a făcut parte primarul de localitate Ioan Barou și preotul ortodox Stelian Gorgan. S-au scandat lozinci anti-greco-catolice și expresii ca: „Hoții! Hoții!”. În tot acest timp biserica a fost flancată de jandarmi.
Cu această ocazie, partea ortodoxă a acuzat partea greco-catolică că nu a mai negociat, preferând să acționeze în forță. „A existat o înțelegere intre noi. Trebuia să ne întâlnim azi (ieri n.r.), la ora 9,30, pentru a preda cheia și pentru a ajunge la un numitor comun în privința celebrării slujbelor”, a declarat Stelian Gorgan, preotul ortodox din Bocșa. „Însă ei au preferat să spargă ușa ca niște hoți”, au strigat supărați oamenii. De la Bocșa, protestatarii s-au urcat în mașini și autobuze pentru a pleca la Zalău, unde au protestant în fața Prefecturii Sălaj.
Pe 4 iulie 2010, un sobor de șapte preoți, avându-l ca celebrant principal pe protopopul de Zalău Valer Părău a oficiat prima Liturghie greco-catolică după 62 de ani. Printre participanți s-a aflat si prefectul județului Sălaj Alexandru Vegh.